# Labastide-Castel-Amouroux
Labastide-Castel-Amouroux település Franciaországban, Lot-et-Garonne megyében. Lakosainak száma 317 fő (2022. január 1.). Labastide-Castel-Amouroux Sainte-Gemme-Martaillac, Casteljaloux, Grézet-Cavagnan, Leyritz-Moncassin és Poussignac községekkel határos.

## Népesség
A település népességének változása:
| Lakosok száma | 237  | 326  | 296  | 319  | 322  | 312  | 308  | 302  | 307  | 317  |
|               | 1968 | 1982 | 1990 | 2006 | 2013 | 2015 | 2017 | 2019 | 2020 | 2022 |